# Disconnected in New York City
Disconnected in New York City è un doppio CD (+ DVD) live dei Los Lobos, pubblicato dalla 429 Records nell'ottobre del 2013. I brani furono registrati dal vivo il 23 dicembre 2012 al The City Winery di New York City, New York (Stati Uniti).

## Tracce
CD 1
1. Intro – 0:10
2. The Neighborhood – 6:21 (David Hidalgo, Louie Pérez)
3. Oh Yeah – 4:53 (Louie Pérez, Cesar Rosas)
4. Chuco's Cumbia – 5:25 (Cesar Rosas)
5. Tears of God – 4:06 (David Hidalgo, Louie Pérez)
6. La venganza de los pelados – 5:04 (David Hidalgo, Louie Pérez)
7. Tin can Trust – 5:21 (David Hidalgo, Louie Pérez)
8. Gotta Let You Know – 2:50 (Cesar Rosas)
9. Maria Christina – 3:27 (Cesar Rosas)
10. Malaque – 5:50 (David Hidalgo, Louie Pérez)
11. Little Things – 5:21 (David Hidalgo, Louie Pérez)
12. Set Me Free (Rosa Lee) – 3:49 (Cesar Rosas)
13. La Bamba/Good Lovin' (Medley) – 6:33 (Brano tradizionale, testi Martinez Serrano, Ritchie Valens/Rudy Clark, Arthur Resnick)

CD 2
1. Hardest Time – 3:41 (David Hidalgo, Louie Pérez)
2. Bertha – 6:27 (Robert Hunter, Jerry Garcia)
3. Don't Worry Baby – 5:03 (Cesar Rosas, Louie Pérez, T-Bone Burnett)
4. Mas y mas – 7:16 (David Hidalgo, Louie Pérez)

## Musicisti
- David Hidalgo - voce, chitarra, accordion, fiddle, chitarra requinto jarocho
- Cesar Rosas - voce, chitarra, bajo sexto
- Steve Berlin - tastiere, sassofoni
- Conrad Lozano - voce, basso, guitarrón
- Louie Pérez - voce, chitarra, batteria

Musicisti aggiunti 
- Bugs Gonzalez - batteria
- Camilo Quinones - percussioni